# Quirkyalone
Quirkyalone – pochodzący z języka angielskiego neologizm określający osobę żyjącą w pojedynkę i przedkładającą taki rodzaj życia, nad szukanie partnera tylko po to, aby żyć w związku i uniknąć samotności. Jednocześnie jednak taka osoba nie ma nic przeciwko stałym i sformalizowanym związkom.
Pojęcie zostało wprowadzone przez amerykańską pisarkę Sashę Cagen i stało się szerzej znane dzięki jej książce Quirkyalone: A Manifesto for Uncompromising Romantic.
Quirkyalone to osoby cechujące się indywidualizmem, dużą aktywnością i nastawieniem na autoekspresję. Uważają, że we współczesnych społeczeństwach istnieje „tyrania bycia w związku”, narażająca osoby żyjące w pojedynkę na nieprzychylne komentarze czy krępujące pytania. Z tego powodu nad życie rodzinne przedkładają spotkania towarzyskie w grupie znajomych (najczęściej innych singli). Za szczególnie opresywne uważane są również walentynki czy komedie romantyczne. 
Słowo to nie ma odpowiednika w języku polskim. Powstało ze złożenia słów quirky (odjechany, kosmiczny) i  alone (sam). Oba słowa mają więc pozytywne zabarwienie i nie powinny być tłumaczone jako samotny i dziwny.